# 何天衢
何天衢（1465年—1527年），字道亨，湖廣永州府道州人，匠籍，明朝政治人物。

## 生平
成化二十二年（1486年）丙午科湖廣鄉試第七十名。弘治九年（1496年）丙辰科進士。授浙江嘉兴县知县，擢监察御史。正德二年（1507年），吏部尚書馬文升推舉兵部侍郎熊繡出督兩廣，熊繡不願前往。何天衢作為熊繡同鄉，即彈劾文升徇私欺罔。馬文升因此接連上書辭官。後來，何天衢因得罪權閹劉瑾，禁錮家居。
刘瑾伏誅，何天衢起為河南知府，正德八年（1513年）五月升陕西按察司副使。十一年七月转浙江按察使，十二年八月升右布政使，晋左布政使，十六年五月擢都察院右副都御史巡撫河南，嘉靖二年（1523年）八月进南京工部右侍郎，三年十一月改北工部右侍郎，督理易州山厂，四年四月回部管事。嘉靖六年（1527年）二月初九日卒于官，贈尚書，賜祭葬。

## 家族
曾祖何品；祖父何志中；父何福，縣丞。母陳氏。永感下。

## 延伸阅读
[在维基数据编辑]
 《明史卷二百九十》，出自《明史》